# 3038 Бернес
3038 Бернес (3038 Bernes) — астероїд головного поясу, відкритий 31 серпня 1978 року.
Тіссеранів параметр щодо Юпітера — 3,469.